# Fotobudka

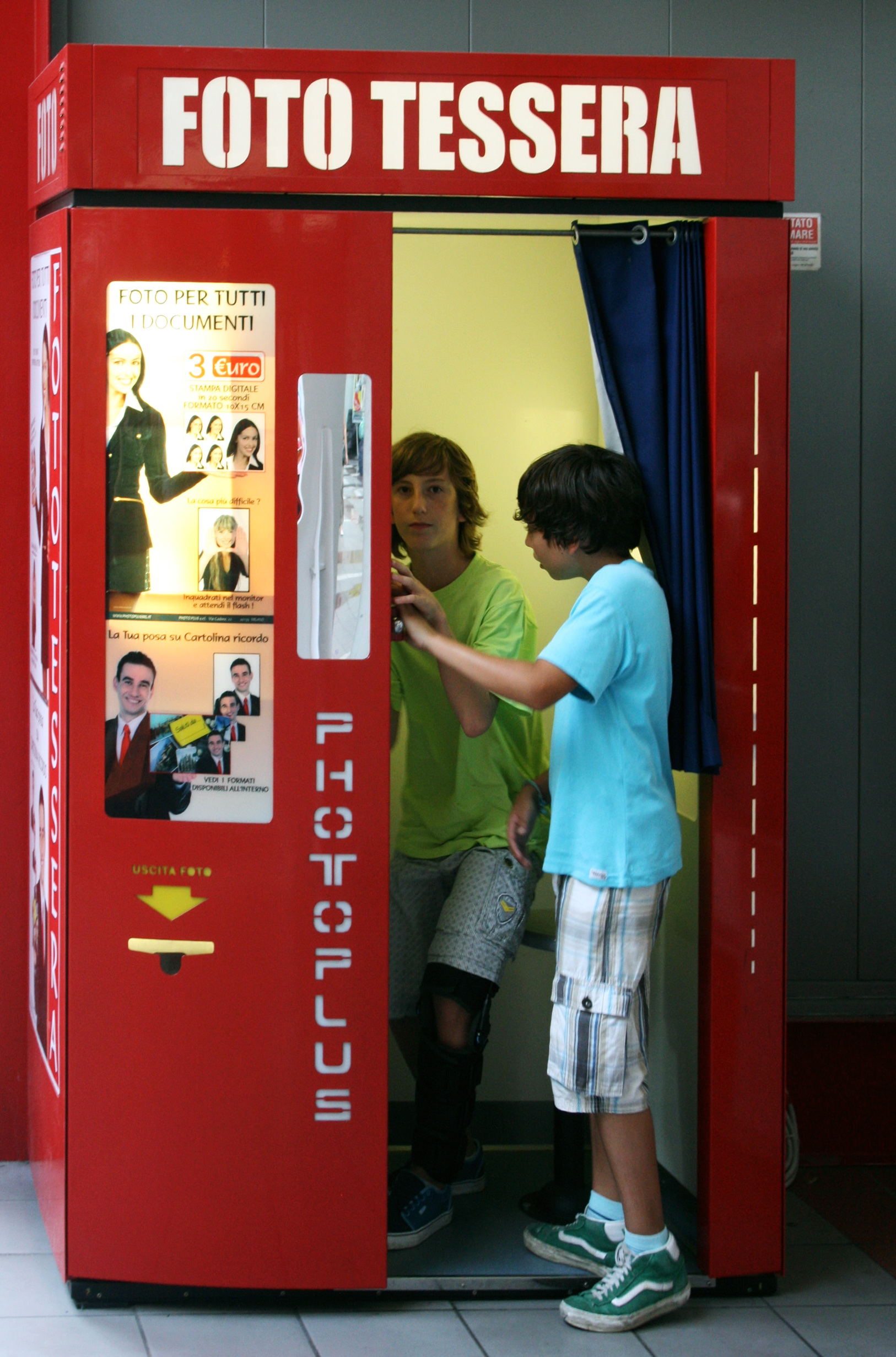
Współczesna fotobudka we Włoszech

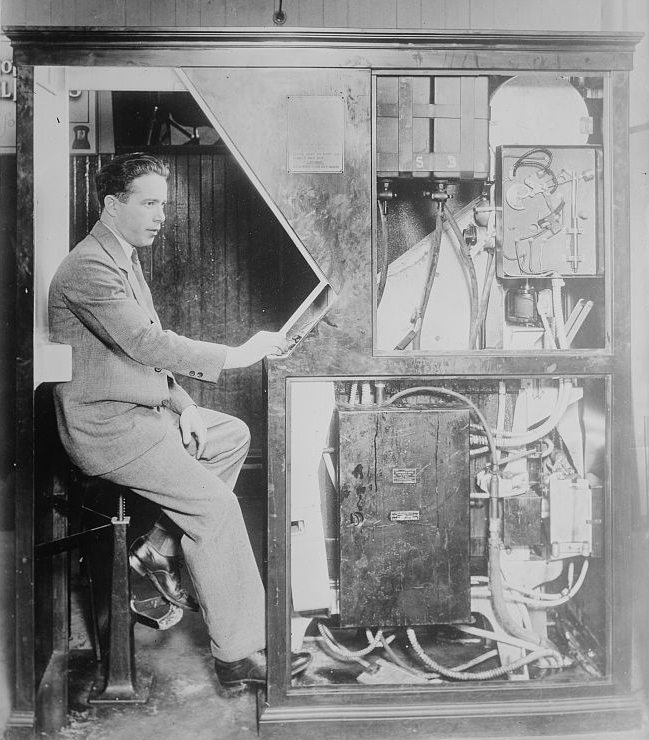
Anatol M. Josepho w swojej fotobudce

Fotobudka (ang. photo booth) – zautomatyzowane urządzenie, które wykonuje zdjęcia i od razu je drukuje. Wykorzystywane głównie do wykonywania fotografii paszportowych, legitymacyjnych itp., także do celów rozrywkowych jako atrakcja podczas imprez, wesel itp.
Tradycyjne fotobudki zbudowane są w formie kabiny, która zawiera ławeczkę dla jednej bądź dwóch osób. Ławeczka jest zazwyczaj otoczona zasuwaną kurtyną, aby zapewnić pełną prywatność osobom, które są fotografowane. Po naciśnięciu przycisku uruchamiającego urządzenie fotobudka wykonuje serię zdjęć. Przed każdym zdjęciem podawana jest informacja o tym. za ile sekund zostanie ono wykonane. aby osoba fotografowana mogła się odpowiednio przygotować (np. przybrać odpowiednią pozę). Po wykonaniu ostatniego zdjęcia fotobudka rozpoczyna proces wydruku wykonanych zdjęć. Wydruk w przypadku starych, chemicznych fotobudek trwa kilka minut do kilku sekund w przypadku fotobudek cyfrowych. Dziś większość fotobudek jest cyfrowa. Po wydrukowaniu na wysokiej jakości papierze fotograficznym zdjęcia czekają gotowe do odbioru w podajniku. Typowe wymiary wydrukowanych zdjęć są różne. Klasyczny i najbardziej znany układ ze starych fotobudek to cztery zdjęcia umieszczone na pasku o wymiarach około 40 mm szerokości i 205 mm długości. Cyfrowe fotobudki drukują zazwyczaj zdjęcia na większym papierze o wymiarach 10 × 15 cm w układzie czterech zdjęć w dwóch rzędach po dwa oraz oferują możliwość wyboru druku w kolorze lub w czerni i bieli. Współczesne fotobudki oferują również możliwość dodania do zdjęć dowolnej grafiki lub tekstu.
Fotobudki są najbardziej popularne i znane w takich krajach Europy jak Wielka Brytania i Francja oraz poza nią, w Japonii i USA. W wielu krajach są znane, ale nie tak bardzo popularne, np. w Niemczech, Włoszech, Hiszpanii, krajach Beneluksu czy Skandynawii.
Kraj, w którym fotobudka jako urządzenie wykorzystywane w celach rozrywkowych ma największą popularność, to Stany Zjednoczone. Właśnie w Stanach Zjednoczonych na początku XX wieku narodziła się idea fotobudki. Pierwszą fotobudkę wymyślił, skonstruował i opatentował w 1925 r. Anatol M. Josepho, imigrant z Syberii (1894–1980). Gdy we wrześniu 1925 roku otworzył swoje „Studio Photomaton” na Broadwayu, między ulicami 51. i 52., fotobudkę odwiedzało 7,5 tysiąca osób dziennie stojąc w kolejce, aby zrobić sobie kilka zdjęć na jednym pasku za 25 centów. „Studio Photomaton” stało się znane jako „najlepsze miejsce na Broadwayu do wydania ćwierć dolara”. Wśród osób czekających do zrobienia sobie zdjęć w fotobudce byli m.in. gubernator stanu Nowy Jork. Czas wydruku wynosił wówczas 10 minut. W 1927 r. Anatol M. Josepho otrzymał za swój wynalazek milion dolarów.

## Współczesne Fotobudki

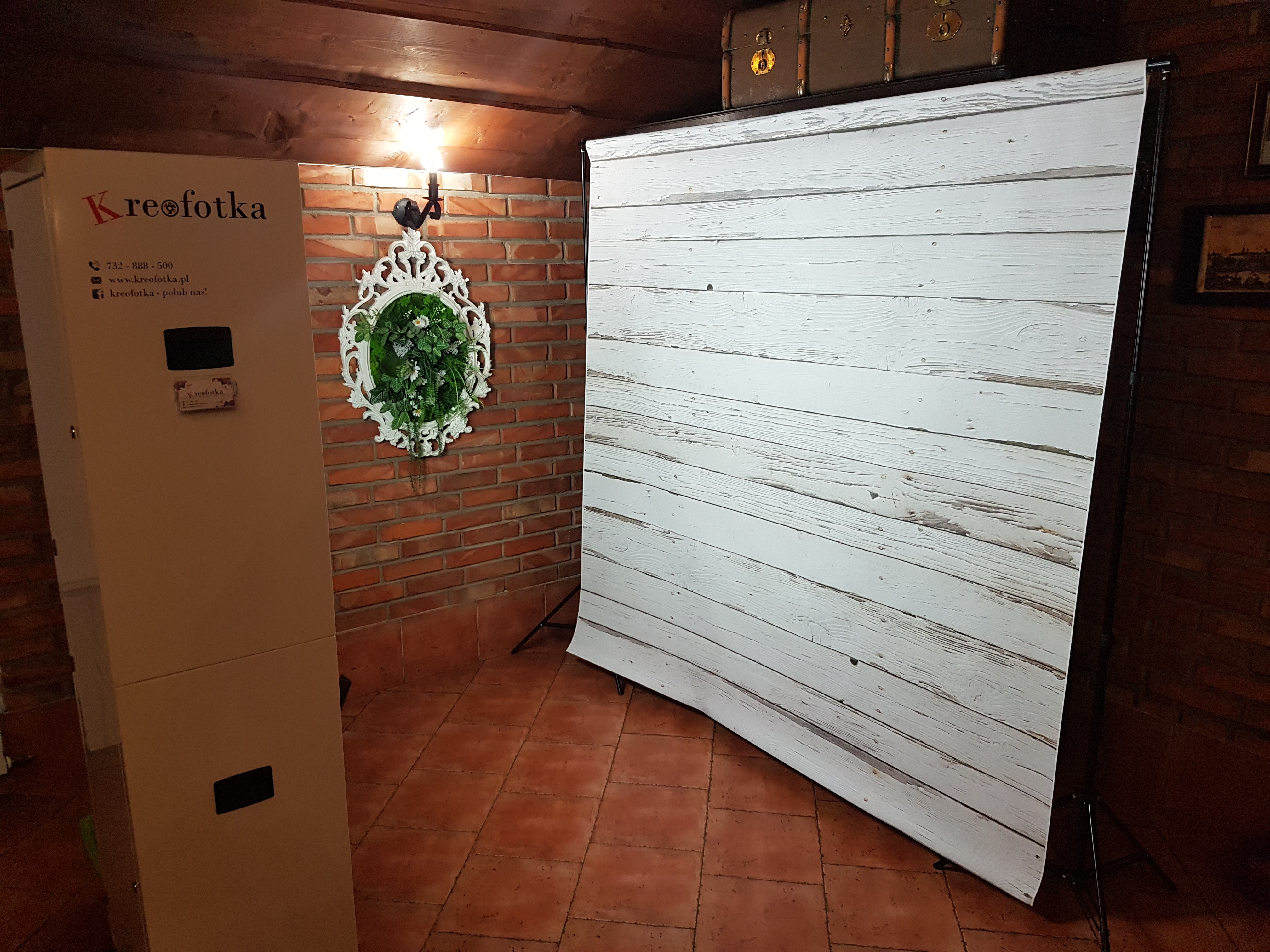
Fotobudka na weselu wraz z akcesoriami

Aktualnie fotobudka wykorzystywana jest w dwóch postaciach. Jako wolnostojąca maszyna ze zintegrowanym poborem płatności, jako automat do zdjęć lub jako dodatkowa atrakcja na uroczystości i imprezy organizowane jednorazowo. W obu przypadkach istnieją wyspecjalizowane firmy zajmujące się dostarczaniem fotobudek na wynajem wraz z obsługą. Dostępne są różne konstrukcje tych urządzeń, np. w postaci stojącego słupka albo lustra (tzw. magic mirror). Wszystkie jednak, mają wewnątrz taką samą budowę. W skład każdej fotobudki wchodzą takie komponenty jak: drukarka sublimacyjna, oświetlenie, aparat fotograficzny, komputer ze specjalistycznym oprogramowaniem, monitor dotykowy, listwa zasilająca.

### Technologie
Współczesne fotobudki bardzo prężnie integrują w sobie funkcjonalności najpopularniejszych sieci społecznościowych takich jak Facebook czy Twitter, ale nie tylko.
Oto najważniejsze funkcjonalności współczesnej fotobudki:
- Green Screen
- Foto Lab

Fotobudki online oferują wysyłanie zdjęć na żywo:
- do galerii online,
- na pocztę e-mail,
- na komórki gości (smartfony z obsługą połączeń internetowych),
- na portale społecznościowe takie jak Facebook, Twitter czy Pintrest,
- do serwisu YouTube.

## Analogowe fotobudki w Polsce

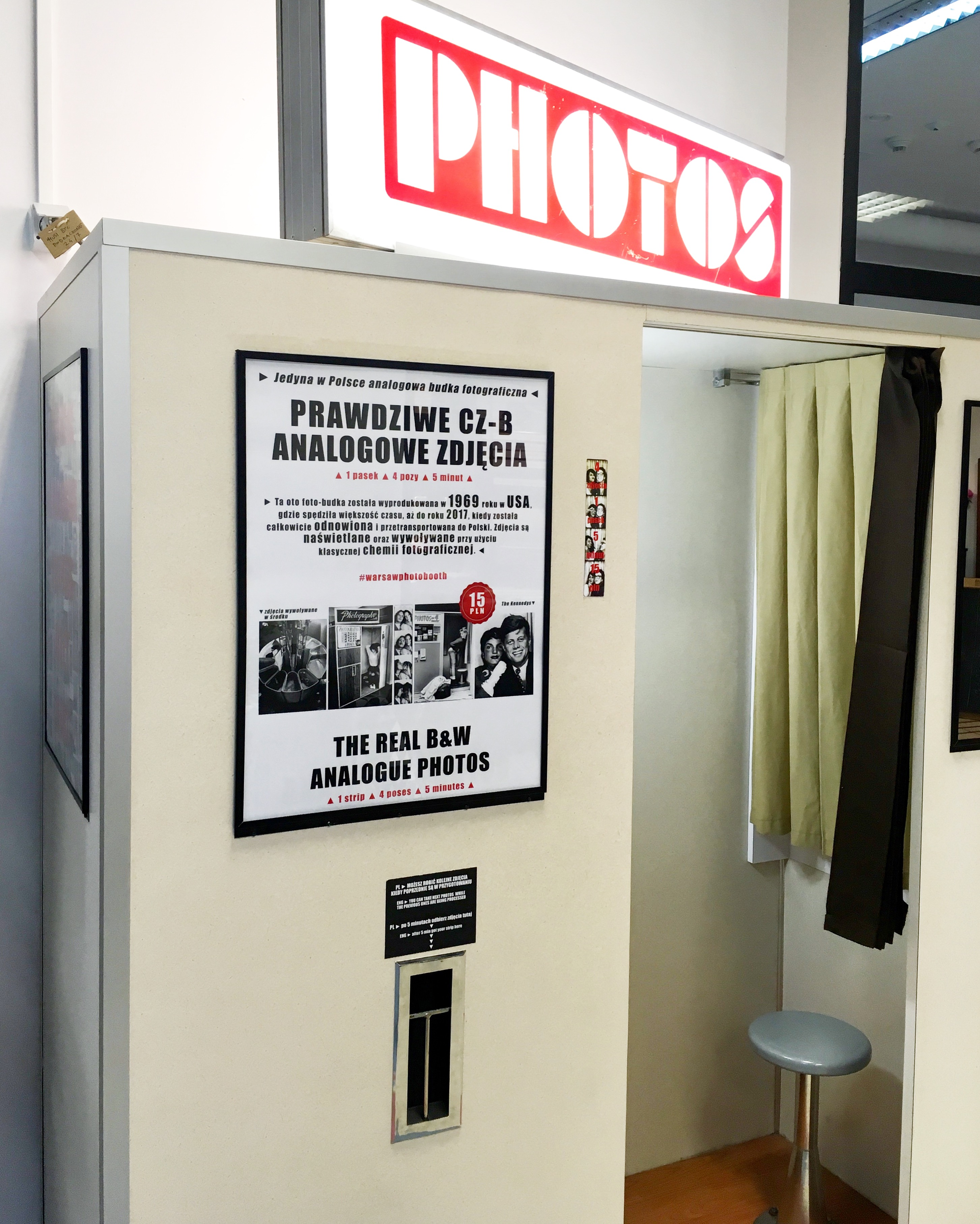
Jedyna analogowa fotobudka w Polsce (Hala Gwardii, Warszawa)

Jedyną współcześnie działającą analogową fotobudką w Polsce jest automat znajdujący się w Hali Gwardii w Warszawie. Według informacji zamieszczonych na budce, jest to model z 1969 roku pochodzący z USA. Automat, przy użyciu klasycznej chemii fotograficznej (wywoływacz, przerywacz, utrwalacz, toner), naświetla 4 zdjęcia na jednym pasku fotograficznym o wymiarze 4 × 20,5 cm. Zdjęcia są czarno-białe, a ich przygotowanie trwa ok. 5 minut.

## Wynajem fotobudek[potrzebnyprzypis][5]
Firmy wynajmujące fotobudki pozwalają klientom wynająć fotobudkę na krótki czas, najczęściej na kilka godzin. Wynajem na godziny był bardzo popularny w USA, a aktualnie staje się coraz popularniejszy również w Polsce. Zwykle wynajem jest zlecany na przyjęcia weselne czy urodziny. Nie brakuje również zamówień na imprezy firmowe. Współczesne fotobudki oprócz wydruków przynajmniej dwóch klasycznych paseczków z czterema zdjęciami w formacie 5x15 cm możliwe jest zamówienie pełnego formatu pocztówkowego 10x15 cm. Dodatkowo przy wynajęciu fotobudki istnieje przynajmniej jedna osoba obsługi pomagająca gościom przy ustawianiu się do zdjęć oraz nadzorująca pracę fotobudki. Oprócz fotobudki, dostarczane jest tło oraz rekwizyty do przebierania.
W 2011 roku Google zaczęło taktować frazę „fotobudka” jako trend.